# Rettentő gyönyörűség
A Rettentő gyönyörűség Libba Bray Gemma Doyle-trilógiájának első regénye, 2003-ban jelent meg. A történet 1895-ben játszódik, Gemma Doyle szemszögéből.
Anyja halála után Gemma elhagyja indiai otthonát, hogy egy angliai bentlakásos iskolába költözzön. Miután odaér, látomások kezdik gyötörni, miközben három barátjával, Felicity Worthingtonnal, Pippa Cross-szal és Ann Bradshaw-val felfedezik az iskola varázslatos titkait.

## Tartalom
Gemma Doyle, a sorozat főszereplője édesanyja halála után kénytelen elhagyni Indiát, hogy egy londoni bentlakásos magániskolába költözzön.
Tizenhatodik születésnapján Gemma és édesanyja végigsétál a bombayi piacon, amikor találkoznak egy férfival és annak öccsével. A férfi egy ismeretlen üzenetet ad át Gemma anyjának egy Circe nevű nőről, Gemma anyja pedig pánikba esik, és követeli, hogy a lány menjen haza. Gemma dühös anyja titkolózása miatt, ezért a hazamenetel helyett megszökik a piacról, közben egy látomást lát anyja öngyilkosságáról, miközben keresi őt, és később a látomás igaznak bizonyul. Gemmát ezután végigkíséri anyja halálának képe.
Mivel édesanyja meghalt, és apja ópiumfüggősége egyre erősödik, Gemmát családja egy londoni iskolába küldi, a Spence Akadémiára, ahol hozzá hasonló fiatal hölgyeket nevelnek jómodorra és a női társadalmi szerepükre. Eleinte Gemma számkivetett az iskolában; azonban hamarosan összetalálkozik az iskola legnépszerűbb és legbefolyásosabb lányával, Felicityvel, olyan helyzetben, amely tönkretenné Felicity életét. Gemma beleegyezik, hogy nem árulja el Felicity titkát, és a lányok hamarosan erős barátságot kötnek Gemma szobatársával, Ann-nel és Felicity legjobb barátjával, Pippával. Gemmát azonban továbbra is kínozzák látomásai, és a piacon megismert fiatalember, Kartik, a Rakshana néven ismert ősi férficsoport tagja, aki Londonig követte a lányt, figyelmezteti, hogy le kell zárnia az elméjét a látomásai elől, különben valami szörnyűség fog történni. 
Egyik látomása során Gemmát bevezetik az iskola területével határos barlangokba. Ott talál egy naplót, amelyet 25 évvel korábban írt egy 16 éves Mary Dowd nevű lány, aki szintén a Spence Akadémiára járt, és úgy tűnt, hogy ugyanazoktól a látomásoktól szenvedett, mint Gemma, valamint barátja, Sarah Rees-Toome. A naplón keresztül Gemma tudomást szerez a nők egy ősi csoportjáról, a Rendről, és meggyőződik arról, hogy látomásai ehhez kapcsolódnak. A rend tagjai ajtót nyithattak az emberi világ és más birodalmak között, segíthettek a szellemeknek átjutni a túlvilágra, és rendelkeztek a prófécia, a tisztánlátás és a legnagyobb erőnek tartott képességgel, az illúziók szövésével. Gemma, Felicity, Pippa és Ann úgy döntenek, hogy létrehozzák a saját rendjüket a barlangokban, hogy elkerüljék az egyhangú életet, amely rájuk várna férjeik mellett.
Ahogy a lányok egyre jobban beleolvasnak Mary Dowd naplójába, rájönnek, hogy a tényleges Rend létezett a Spence Akadémián, és Mary is részese volt annak legjobb barátjával, Sarah-val és az akkori igazgatónővel, Eugenia Spence-szel együtt, akik mind meghaltak egy tűzben, ami az iskola keleti szárnyában pusztított. Gemma elmondja barátainak az igazságot az erejéről, és együtt utaznak a birodalmakba. Ott Gemma élve és egészségesen találja édesanyját, a lányok pedig rájönnek, hogy elérhetik szívük vágyait. Gemma önismeretet, Felicity a hatalmat, Pippa az igaz szerelmet, Ann pedig a szépséget kívánja. A lányok az éjszaka közepén továbbra is kiosonnak a barlangokba, és meglátogatják a birodalmakat. Gemma édesanyja azonban figyelmezteti őket, hogy ne vigyék át a mágiát a saját világukba, mert ha a varázslat elhagyja a birodalmakat, a gonosz varázslónő, Circe megtalálja Gemmát, és megöli, őrizetlenül hagyva a birodalmakat.
Miután Gemma összeveszik édesanyjával, az asszony bevallja, hogy egykor a Rend tagja volt, megmenekült a tűzből, azt gondolva, hogy a többiek meghaltak, később azt is elmeséli Gemmának, hogy ő nem más, mint Mary Dowd, a napló írója. Circe pedig a barátja, Sarah Rees-Thoome. Naplójában Mary elmondja, hogy feláldozta Elena Anya kislányát, hogy visszaszerezze Sarah lecsökkent erejét, miután ezt elolvasta, Gemma másképp gondol anyjára, és gyűlöli azért, amit tett. Az egyetlen módja annak, hogy valaha is megbékéljen, ha Gemma megbocsát neki. Amikor Gemma és a többi lány visszatér a birodalomba, rájönnek, hogy valami megváltozott. Mielőtt elmehetnének, megjelenik a lény, aki megölte Gemma anyját. Pippa ijedten elszalad, és Gemmának nincs ideje visszahozni. Gemma visszaviszi Annt és Felicityt Spence-be, így Pippa a víz alatt marad. Ahogy a három barát felébred, meglátják Pippát, amint roham gyötri a földön, ezért segítségért futnak az igazgatónőhöz és Kartikhoz. Ezt követően Gemma visszamegy a birodalmakba, hogy megmentse Pippát, de Pippa úgy dönt, hogy a birodalmakban marad, mert nem akar férjhez menni ahhoz, akit a szülei kijelöltek mellé, hanem az igaz szerelmével akart együtt lenni, akivel a birodalmakban találkozik majd. Miközben megpróbálja megmenteni Pippát, Gemma legyőzi a lényt, és elpusztítja a rúnákat. Végül, amikor Gemma visszatér, Pippa már halott.

## Folytatások
2006-ban jelent meg a könyv folytatása Lázadó angyalok címmel. A sorozat harmadik kötete és egyben befejező része, Az az édes, távoli harang 2007. december 26-án jelent meg.

## Film
2006 júliusában az Icon Productions, a Mel Gibson által irányított filmgyártó cég bejelentette, hogy megfilmesítik a könyvet. A rendezéssel és a forgatókönyvírással Charles Sturridge-et bízták meg. Több színész neve is felmerült a szerepekkel kapcsolatban, azonban Libba Bray megerősítette, hogy a válogatások nem voltak sikeresek. Libba Bray a film állásáról később bejelentette, hogy az Icon lemondott a film jogairól, így a könyv filmváltozata a közeljövőben nem készül el.

## Magyar kiadás
Szűr-Szabó Katalin fordításában, Könyvmolyképző, Szeged, 2016.

## Fordítás
Ez a szócikk részben vagy egészben  az   A Great and Terrible Beauty című angol Wikipédia-szócikk ezen változatának fordításán alapul.  Az eredeti cikk szerkesztőit annak laptörténete sorolja fel. Ez a jelzés csupán a megfogalmazás eredetét és a szerzői jogokat jelzi, nem szolgál a cikkben szereplő információk forrásmegjelöléseként.